# Jean Baptiste Bouchardon
Jean-Baptiste Bouchardon  fue un arquitecto y escultor francés, nacido en el Alto Loira en 1667 y fallecido en Chaumont en 1742

## Datos biográficos
Jean-Baptiste Bouchardon es padre de los escultores Edme y Jacques Philippe Bouchardon.
Es el autor de diferentes retablos para las iglesias del Alto Loira y Aube
En 1701 trabajó en un altar para la iglesia de San Juan Bautista en Chaumont.
En 1715 realizó un boceto a escala para un tabernáculo de la iglesia de st. Berkaire en Chateauvillain
En 1716 ejecutó un altar para Fresnes-sur-Apance.

## Obras
Trabajó principalmente para la decoración de iglesias en el Alto Marne y Aube.
La Virgen de la Asunción, de estilo Rococó y conservada en el Museo de Chaumont es la obra escultórica de Jean-Baptiste Bouchardon  más conocida. En el mismo museo se conserva un crucifijo también tallado en madera

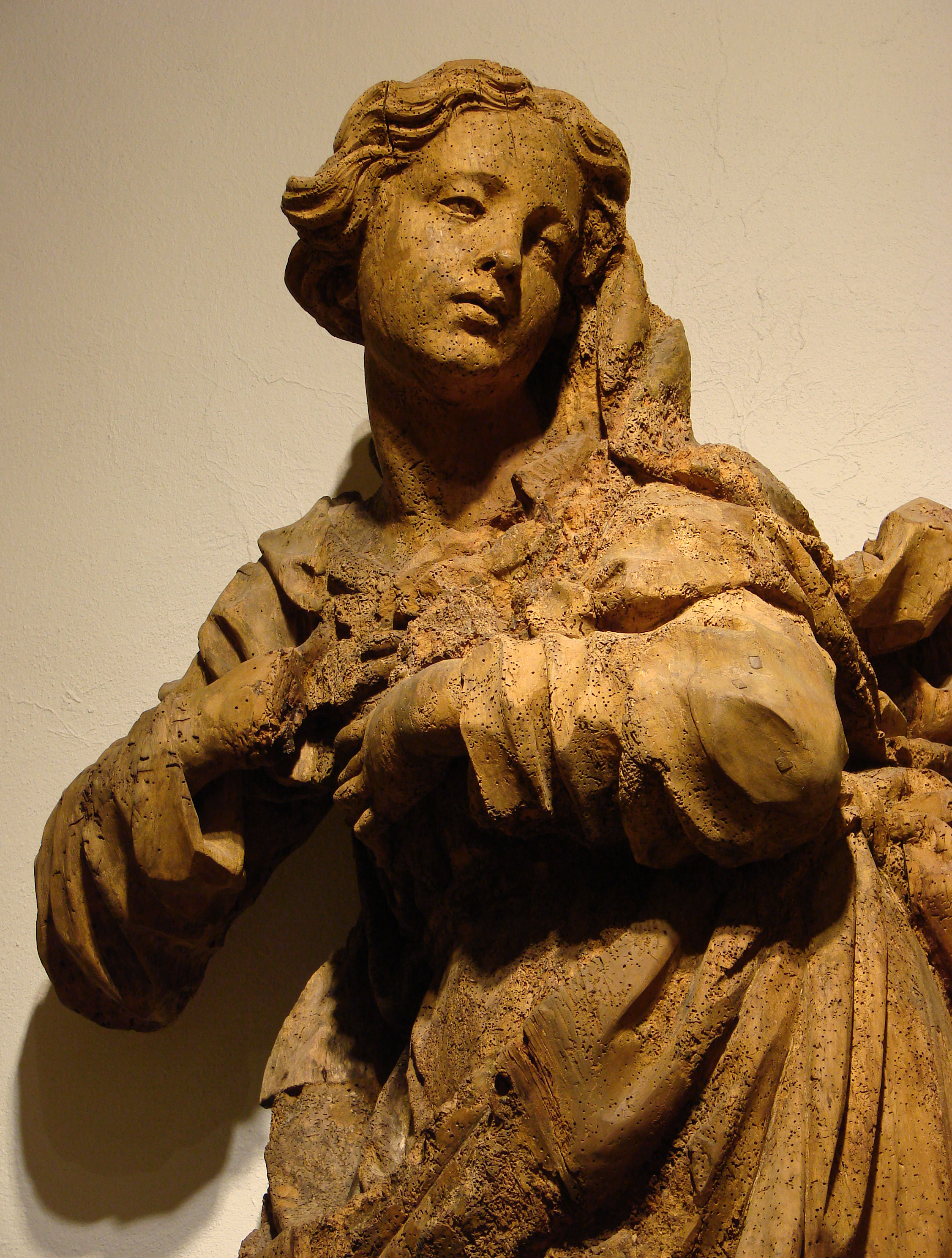
Virgen de la Asunción, madera tallada,
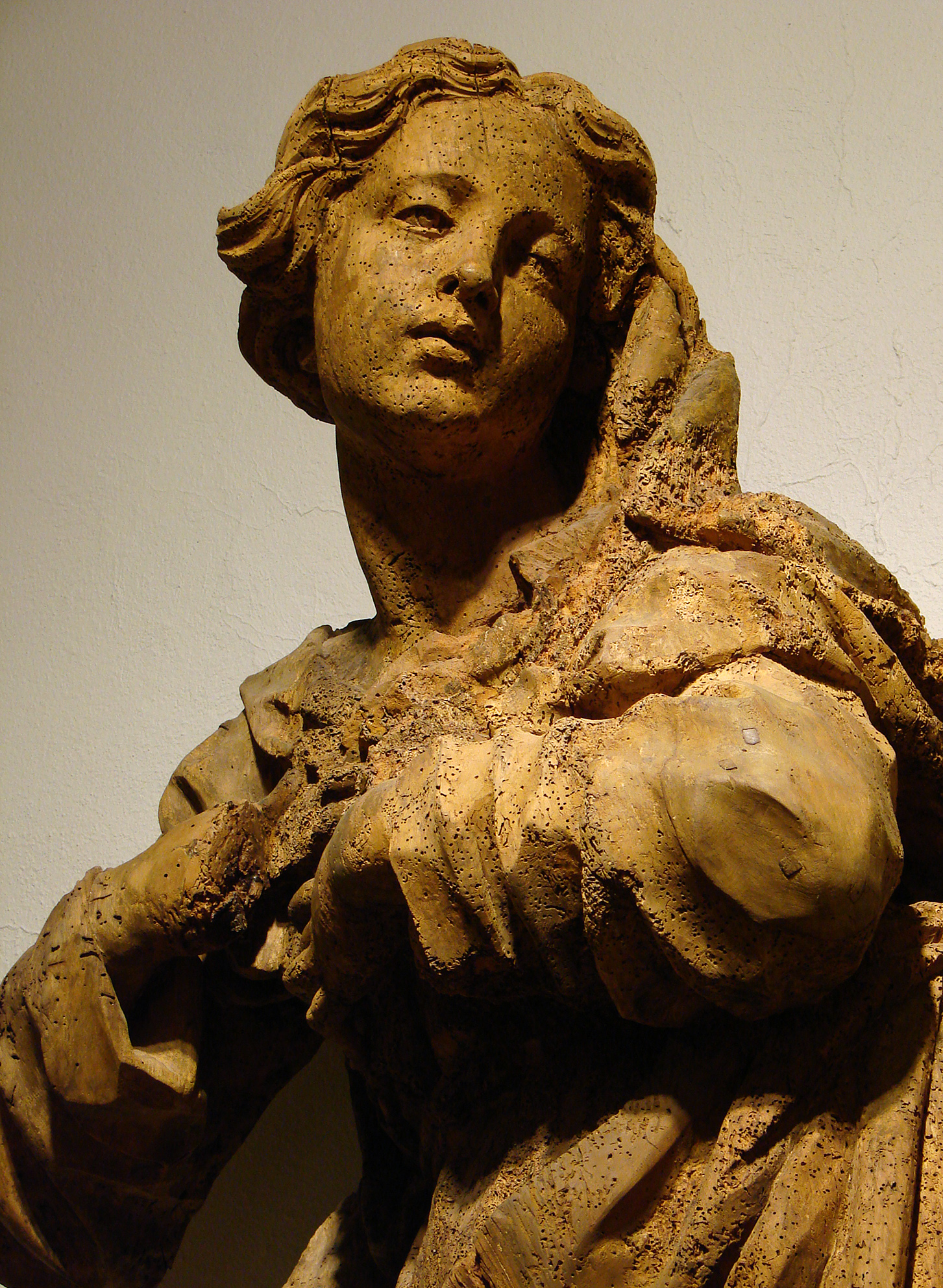
obra conservada en el Museo de Chaumont.

- La Asunción, relieve para el Colegio de los Jesuitas de Chaumont[4]

Estatua de SanRoque en Arrentières, desaparecida
Entre los altares realizados por Bouchardon padre están:

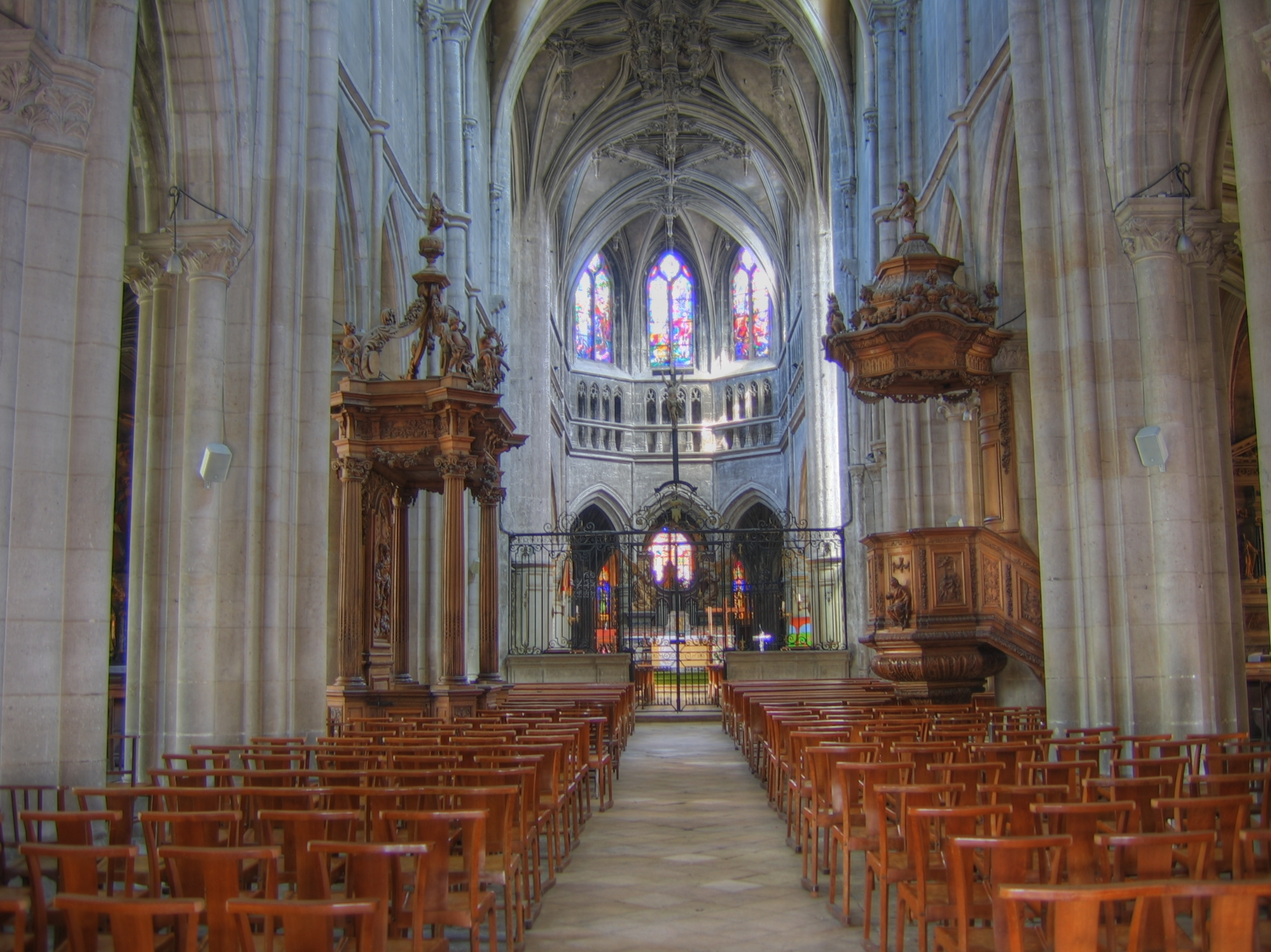
Vista de la nave central de la Basílica de San Juan Bautista en Chaumont. A la izquierda de la imagen el altar tallado por Jean Baptiste Bouchardon.

- El altar de la virgen en la iglesia de Saint-Jean-Baptiste, Chaumont[6] con una talla en madera dorada de San Juan Bautista y la virgen dolorosa[7] estas obras son copias de los mármoles tallados por Edme Bouchardon para la iglesia de San Sulpicio de París, pero de menor tamaño.
- Banco de madera para la misma iglesia de Chaumont realizado en 1701[8]
- Deambulatorio de la iglesia de Nuestra Señora de Montier-en-Der, con las estatuas de San Pablo y san Pedro[9]
- Retablo tabernáculo del Maestro, en la iglesia parroquial de Buxeuil.[10] Estatuas de San Pedro y San Pablo para la misma iglesia
- Altar de la iglesia parroquial de Fresnes-sur-Apance, 1716[11]
- También trabajo en diferentes elementos decorativos de la iglesia de Bar-sur-Aube.[12]

También trabajó para las iglesias de Arrentières, en Loches-sur-Ource, Landreville, Arrentières, en los altares secundarios de Neuville-sur-Seine, en el busto relicario de San Urbano en la iglesia de San Etienne de Saint-Urbain-Maconcourt, en Breuvannes-en-Bassigny, entre otras.
Un boceto para el retablo de la iglesia de San Bercharius en Chateauvillain, se conserva en el Museo Condé de Chantilly
Como arquitecto trabajó en el castillo de Juzennecourt. y en los planos del castillo de Autreville-sur-la-Renne, en el número 5 de la rue de la Pompadour 48°6′55″N 4°58′34″E / 48.11528, 4.97611